# Sturnira mistratensis
Sturnira mistratensis — вид родини листконосові (Phyllostomidae), ссавець ряду лиликоподібні (Vespertilioniformes, seu Chiroptera).

## Середовище проживання
Країни проживання: Колумбія. Цей вид відомий тільки з типової місцевості. Голотип знайдений в незайманому лісі.

## Звички
Нічого не відомо про поведінку цього виду.

## Загрози та охорона
Невідомо через відсутність інформації.